# Peter Krobbach
Peter Krobbach (* 15. Januar 1954 in Neuwied) ist ein ehemaliger deutscher Fußballspieler. Der Mittelfeld- und Abwehrspieler hat bei den Vereinen Hamburger SV, Eintracht Frankfurt und Arminia Bielefeld von 1972 bis 1982 insgesamt 160 Ligaspiele (11 Tore) in der Fußball-Bundesliga absolviert.

## Karriere
Der technisch und spielerisch überdurchschnittlich talentierte Jugendspieler der SpVgg Andernach debütierte am 25. Februar 1972 bei einem Länderspiel gegen Jugoslawien in der A-Juniorenauswahl des DFB. Im Mai 1972 nahm er mit den DFB-Talenten am UEFA-Juniorenturnier in Spanien teil und zog dort mit Alterskollegen wie Helmut Roleder, Rainer Blechschmidt, Karl-Heinz Körbel, Wolfgang Kraus, Ronald Worm, Dieter Müller, Kurt Eigl und Bernhard Dürnberger in das Finale ein. Das wurde am 22. Mai in Barcelona mit 0:2 gegen England verloren. Krobbach war als Libero mit Vorstopper Körbel die Zentrale des Defensivspiels der deutschen Juniorenauswahl. Der umtriebige Jugendmanager Gerhard Heid holte das Talent zum Hamburger SV in die Bundesliga. Neben dem Talent aus Andernach unterschrieben auch noch Peter Hidien, Kurt Eigl, Dieter Hochheimer und Walter Krause Verträge bei den „Rautenträgern“. Nicht zuletzt die überragende Vereinsikone Uwe Seeler war zu ersetzen, auch der langjährige Stammverteidiger Jürgen Kurbjuhn beendete im Sommer 1972 seine Karriere beim HSV. Am vierten Rundenspieltag, den 30. September 1972, debütierte Krobbach bei einem Heimspiel gegen den MSV Duisburg (1:2) in der Bundesliga. Er wurde von Trainer Klaus-Dieter Ochs in der 59. Minute für Hans-Jürgen Ripp als linker Außenverteidiger eingewechselt. Als Ausputzer und Abwehrchef fungierte in dieser Saison noch der WM-Held der Turniertage von 1966, Willi Schulz. Krobbach war in seinen Stilmitteln das krasse Gegenteil zu dem reinen und rustikalen Defensivstrategen Schulz. Er war ein spielerisch agierender Libero, beidfüßig technisch stark und mit spielerischen Möglichkeiten im Spielaufbau ausgestattet. Er konnte aber auch als linker Außenverteidiger und im defensiven Mittelfeld eingesetzt werden. Zusätzliche Erschwernis brachte der Umstand des Kampfes um den Klassenerhalt mit sich, welches die Infragestellung des jungen Trainers Ochs wie der Heid-Talente mit sich brachte. Am Rundenende belegte die „Rothosen“ den 14. Rang und Krobbach war in 19 Ligaspielen zum Einsatz gekommen.
Als der HSV am 6. Juni 1973 das Finale um den Ligapokal mit 4:0 gegen Borussia Mönchengladbach gewann, wurde Krobbach in der 86. Minute für Hidien als linker Verteidiger eingewechselt.
Ab der Saison 1973/74 übernahm Kuno Klötzer das Traineramt beim Hamburger SV und am 26. November 1973 wurde Dr. Peter Krohn zum neuen HSV-Präsidenten gewählt. In die Runde starteten die „Rautenträger“ mit einem internationalen Freundschaftsspiel am 3. August gegen Manchester United. Beim 0:0 organisierte Krobbach als Libero die Abwehr. In den weiteren internationalen Freundschaftsspielen im Februar und März 1974 gegen Spartak Moskau (6:0) beziehungsweise Glasgow Rangers (3:0) agierte der Allrounder im defensiven Mittelfeld. Dies war auch am 11. April im Halbfinale des DFB-Pokals gegen Kickers Offenbach (1:0) der Fall. Vor dem Pokalfinale am 17. August trug der HSV noch ein Spiel am 7. August gegen den FC Barcelona aus und testete beim 3:2-Erfolg die Innenverteidigung mit den zwei Technikern Klaus Winkler und Krobbach. Das Pokalfinale verlor der HSV gegen Eintracht Frankfurt mit 1:3 nach Verlängerung und Krobbach hatte dabei mit Ole Bjørnmose und Klaus Zaczyk das Mittelfeld gebildet. In der Bundesliga hatte er in 22 Ligaspielen zwei Tore erzielt und die Klötzer-Truppe war auf dem 12. Rang eingelaufen.
In der Hinrunde 1974/75 ragt das legendäre Pokalspiel am 26. Oktober 1974 beim nordbadischen Amateurligisten VfB Eppingen heraus. Vor Torhüter Rudi Kargus war Krobbach als Libero für die Kompaktheit des Abwehrspiels des damaligen Bundesligatabellenführers zuständig und wurde dabei in erster Linie von Manfred Kaltz, Peter Hidien, Caspar Memering und Ole Bjørnmose unterstützt. Vor 12.000 Zuschauern im völlig überfüllten Heimstadion der Elf aus dem Kraichgau avancierte deren offensiver Mittelfeldspieler Gerd Störzer zum Held des Tages. Mit zwei Treffern in der zweiten Halbzeit entschied er das Spiel mit 2:1 für Eppingen. Im Achtelfinale des UEFA-Pokals machten es Krobbach und Kollegen im November und Dezember 1974 in den Spielen gegen Dynamo Dresden besser und setzten sich mit Libero Krobbach mit 4:1 und 2:2 durch. Auch im mit 0:2 Toren verlorenen Viertelfinalspiel am 5. März 1975 bei Juventus Turin war Krobbach als Libero im Einsatz. Die Runde beendete er am 14. Juni 1975 mit einem 1:0-Auswärtserfolg beim FC Bayern München, als er vor Torhüter Kargus mit Kaltz, Peter Nogly und Hidien die Defensive des HSV gegen die Bayern-Angreifer Conny Torstensson, Gerd Müller, Jupp Kapellmann, Franz Roth und Rainer Zobel gebildet hatte. Der Hamburger SV belegte den 4. Rang und verpflichtete für die neue Saison als Abwehrchef den „Ausputzer“ Horst Blankenburg von Ajax Amsterdam. Krobbach wechselte nach drei Jahren in Hamburg mit 62 Bundesligaeinsätzen (6 Tore) zur Saison 1975/76 zu Eintracht Frankfurt.
In drei Jahren bei den „Adlerträgern“, 1975 bis 1978, schaffte er es aber nie zum Stammspieler. Unter Trainer Dietrich Weise absolvierte er 1975/76 vom Bundesligastart an alle neun Rundenspiele in Folge um dann die restliche Saison auf der Ersatzbank seinen Platz zu finden. Willi Neuberger, ein fast identischer Spielertyp wie Krobbach, spielte Libero und mit Gert Trinklein rückte 1976/77 der nächste Abwehrchef nach. Sein drittes Eintracht-Jahr, 1977/78, wurde mit 14 Bundesligaeinsätzen und seinen fünf Spielen (1 Tor) im UEFA-Pokal 1977/78, darunter der 4:3-Auswärtserfolg am 2. November 1977 beim FC Zürich mit seinem Siegtreffer in der 87. Minute zum 4:3, zu seiner besten Runde in Frankfurt. Nach insgesamt 26 Bundesligaeinsätzen schloss er sich zur Saison 1978/79 Arminia Bielefeld an.
Beim DSC startete er unter dessen neuen Trainer Milovan Beljin am 5. August 1978 mit einem 2:1-Erfolg nach Verlängerung im DFB-Pokal in die Runde. Durch einen schwachen Start mit 4:12 Punkten wurde Beljin aber bereits am 10. Oktober 1978 durch Otto Rehhagel abgelöst. Am Rundenende stieg Bielefeld als 16. in die 2. Liga ab und Krobbach hatte 17 Ligaeinsätze (1 Tor) zu verzeichnen gehabt. Die Saison 1979/80 in der 2. Bundesliga wurde dann aber zu einem überragenden Triumph für Krobbach und Kollegen. Bereits fünf Wochen vor dem Saisonende standen die „Blauen“ als Meister fest. Arminias Vorsprung auf den Vizemeister Rot-Weiss Essen betrug 12 Punkte, die Arminen blieben in 28 Spielen in Folge ohne Niederlage und sie erzielten 120 Tore bei nur 31 Gegentreffern in der Aufstiegsrunde Krobbach war an der Seite von Mitspielern wie Uli Stein, Roland Peitsch, Wolfgang Pohl, Norbert Eilenfeldt, Lorenz-Günther Köstner, Frank Pagelsdorf, Helmut Schröder, Gerd-Volker Schock, Christian Sackewitz, Ulrich Büscher, Eduard Angele und Roland Weidle in 26 Zweitligaspielen aufgelaufen und hatte zwei Tore erzielt. In die Bundesligasaison 1980/81 startete Bielefeld mit Aufstiegstrainer Hans-Dieter Tippenhauer, beendete sie aber ab dem 1. Dezember 1980 mit Horst Franz auf dem 15. Rang. Krobbach hatte wieder als Libero, linker Außenverteidiger und im Mittelfeld mitgewirkt und an der Seite von Stein-Nachfolger Wolfgang Kneib, Kees Bregman und Karl-Heinz Geils als Stammspiele in 29 Ligaspielen (1 Tor) seinen Beitrag zum Klassenerhalt geleistet. Im folgenden Jahr, 1981/82, verbesserte sich die Arminia mit Neuzugängen wie Dirk Hupe, Ewald Lienen, Herbert Reiss und Johannes Riedl auf den 12. Rang und Krobbach hatte in 26 Ligaeinsätzen drei Tore erzielt.
Als Wintertransfer wechselte er mit Bernd Krumbein im November 1982 zu TuS Schloß Neuhaus in die 2. Bundesliga und absolvierte an der Seite von Mitspielern wie Peter Hobday, Jürgen Sobieray und Dieter Dannenberg für den Absteiger aus Paderborn 14 Zweitligaspiele (1 Tor). Es folgte 1983/84 eine Runde beim SC Verl, ehe er beim FC Gohfeld seine Karriere beendete. Nach seiner Spielerkarriere war er Anfang der 90er Trainer bei der 2. Mannschaft und verschiedenen Jugendmannschaften von Arminia Bielefeld und ab 2002 Nachwuchsleiter. Krobbach arbeitete in der Versicherungsbranche und baute sich ein zweites Standbein als Spielerberater auf.